# Brometo de etídio
O brometo de etídio é um agente intercalante usado frequentemente como marcador de ácidos nucleicos em laboratórios de biologia molecular para processos como a electroforese em gel de agarose. Quando se expõe esta substância a luz ultravioleta, emite uma luz vermelho alaranjada, que se intensifica umas 20 vezes depois de haver-se unido a uma cadeia de ADN. Este efeito é devido ao aumento da hidrofobia do meio, e não à rigidificação do anel benzénico, não estando este entre pares de bases do ADN. Como o brometo de etídio se intercala no ADN, muitos afirmam que tem um poderoso efeito mutagénico e, possivelmente cancerígeno, mas as evidências científicas apontam para isso ser um mito, e que o brometo de etídio é relativamente seguro.
O brometo de etídio tem uma referência CAS 1239-45-8, e uma fórmula C21H20BrN3. Como a maioria dos compostos fluorescentes, é uma substância aromática. A maior parte da molécula é uma estrutura tricíclica com grupos amino-benzénicos em cada lado de uma molécula piridínica (seis átomos, contendo nitrogénio e um anel aromático). Esta estrutura dibenzopiridínica é conhecida com o nome de fenantridina.

## Procedimentos para os primeiros socorros em caso de acidente com a substância:[2]
- Em caso de inalação: Exposição imediata ao ar fresco.
- Em caso de contato com a pele: Lavar com água corrente e em abundancia. Tirar a roupa contaminada. Consultar um médico.
- Em caso de contato com os olhos: Enxaguar com água corrente e em abundancia. Consultar imediatamente um oftalmologista.
- Em caso de ingestão: Beber água imediatamente (no máximo dois copos). Consultar um médico.